# Kiino
Kiino (ros. Киино) – wieś (dieriewnia) w Rosji, w obwodzie wołogodzkim, w rejonie babajewskim. W 2021 liczyła 68 mieszkańców.